# Gheorghe Cimpoieș
Gheorghe Cimpoieș (n. 17 februarie 1950, Manja, Borodinskîi raion⁠(d), RSS Ucraineană, URSS – d. 25 martie 2024) a fost un agronom moldovean, specialist în horticultură și viticultură, membru titular al Academiei de Științe a Moldovei.

## Biografie
S-a născut la 17 februarie 1950, în satul Meneailovca, raionul Sarata, regiunea Odessa. Marcat de condițiile vieții de la sat, a absolvit școala primară în satul natal, iar studiile medii – în s. Volontir, raionul Ștefan Vodă. 
Începe activitatea științifică la Catedra de pomicultură a Institutului Agricol „M.V. Frunze” din Chișinău, în cadrul căreia, în anii 1974–1977, urmează studiile de doctorat. În 1978 susține teza de doctor în științe. După absolvirea doctoranturii continuă activitatea de cercetare în calitate de colaborator științific superior la Catedra de pomicultură. În 1982–1983 a efectuat un stagiu de perfecționare la Institutul Experimental de Horticultură din Roma.
Originalitatea, profunzimea și caracterul inovațional, inedit al cercetărilor fundamentale și practice pe deplin s-au manifestat în procesul elaborării tezei de doctor habilitat susținută în a.1992, la Universitatea Agrară de Stat din Kubani (Krasnodar), unde a făcut studiile de postdoctorat. Prin aceste cercetări a identificat noi oportunități de sporire a productivității în pomicultură.
În 1994 a fost ales rector al Universității Agrare de Stat din Moldova. Pe parcursul celor 23 ani de activitate în această funcție, a înscris o pagină distinctă în istoria învățământului superior agricol din Republica Moldova. În aceste condiții deloc simple ale tranziției, a reușit să-și manifeste calitățile sale deosebite de manager, contribuind la perfecționarea învățământului superior agricol, ridicarea nivelului general de pregătire profesională a studenților, racordarea învățământului agronomic superior la exigențele Procesului de la Bologna. Pentru prima dată, au fost elaborate și editate standardele profesionale și curriculum-urile disciplinelor la specialitățile respective, implementat Sistemul European de Credite Transferabile.
Acad. Gh. Cimpoeș a elaborat conceptul științific, conform căruia rolul decisiv în sporirea productivității speciilor pomicole revine structurii plantației privind optimizarea utilizării factorilor pedo-ecologici pentru realizarea potențialului genetic al soiurilor cultivate, în special interecepția, absorbirea și convertirea radiației fotosintetic active în fructe. În baza studiilor ample ale proceselor fiziologice, biochimice, biometrice, agrochimice și economice, a elaborat bazele agrochimice și tehnologice ale culturii intensive a mărului.
Caracteristic pentru cercetările științifice ale acad. Gh. Cimpoieș este efectuarea experiențelor polifactoriale de lungă durată în plantații pomicole intensive și supraintensive a evoluției și bilanțului activității fotosintetice, nutriției minerale, regimului de apă, energetic și al altor factori ai formării producției vegetale, eficienței economice și energetice. Studiile profunde i-au permis să elaboreze o sistemă nouă a plantațiilor pomicole, ce se bazează pe utilizarea asociațiilor soi-portaltoi de performanță în funcție de particularitățile biologice ale plantelor, pe optimizarea structurii plantațiilor pomicole în scopul sporirii valorificării spațiului fotosintetic și a celui din sol, pe stabilirea celei mai eficiente forme de coroană a plantelor, pe metode noi de tăiere a pomilor și aplicarea tehnologiilor avansate economisitoare. 
Aria intereselor științifice și practice ale acad. Gh. Cimpoieș vizează și elaborarea elementelor de bază ale tehnologiilor de cultivare a coacăzului negru, zmeurului, căpșunilor, cătinii albe etc.
Academicianul Gheorghe Cimpoieș este autor și coautor a peste 200 de lucrări științifice și metodice, inclusiv a 9 brevete de invenție, 7 monografii și manuale. A editat primul manual de „Pomicultură specială în Republica Moldova” (2002). A pregătit 6 doctori în științe agricole și un doctor habilitat.
În semn de înaltă apreciere a meritelor sale științifice, a fost ales membru corespondent (2007) și membru titular al Academiei de Științe a Moldovei (2012), academician al Academiei Internaționale a Școlii Superioare (1997), academician al Academiei Agricole (1998), academician al Academiei Internaționale de Ecologie și Securitate Vitală din Sankt-Petersburg (2005). Este Doctor Honoris Causa al Universităților de Științe Agronomice și Medicină Veterinară din București (2006), de Științe Agricole și Medicină Veterinară din lași (2007) și de Științe Agricole și Medicină Veterinară din Cluj Napoca (2007), Academiei Agricole „K.A. Timireazev” (2011), Universității Agrare de Stat din Armenia (2011), Universității Naționale Agricole din Kazahstan (2007), membru de onoare al Academiei Oamenilor de Știință din România. Savantul și rectorul Gheorghe Cimpoieș a fost distins cu titlurile de laureat al Premiului Național în domeniul științei și tehnicii (2004), Om emerit (1994), cavaler al Ordinului Republicii (2016) și al  Ordinului „Gloria Muncii”  (2000), a fost ales membru de onoare al Academiei de Științe Agricole și Silvice „Gheorghe Ionescu-Șișești” din România. etc. 